# Charaxes subcaerulea
Charaxes subcaerulea är en fjärilsart som beskrevs av Storace 1948. Charaxes subcaerulea ingår i släktet Charaxes och familjen praktfjärilar. Inga underarter finns listade i Catalogue of Life.